# Walter Greiner
Walter Greiner (Neuenbau, Sonnenberg, 29 de outubro de 1935 – 6 de outubro de 2016) foi um físico alemão.

## Condecorações
- 1974: Prêmio Max Born do Instituto de Física, Londres, e da Deutsche Physikalische Gesellschaft
- 1982: Prêmio Otto Hahn da cidade de Frankfurt am Main
- 1987: Fellow da Royal Society of Arts (FRSA), Londres
- 1989: Membro honorário da Sociedade Roland Eötvös da Hungria, Budapeste
- 1998: Medalha Alexander von Humboldt
- 1999: Membro honorário da Academia das Ciências Romena, Bucareste
- 1999: Oficial da Ordre des Palmes Académiques
- 2001: Membro da Accademia Gioenia di Catania
- 2008: Prêmio Lise Meitner

Possui vários doutoramentos honoris causa (Universidade de Witwatersrand, Universidade de Pequim, Universidade de Tel Aviv, Bucareste, Estrasburgo, Nantes, Debrecen, Cidade do México, JINR Dubna, Instituto Bogoliubov de Kiev, São Petersburgo).

## Livros
- Série de manuais sobre Física Teórica:
  - Vol. 1: Klassische Mechanik, Vol. 1 (Kinematik und Dynamik der Punktteilchen), Harri Deutsch, 1974, 3.ª edição 1981, 7.ª edição  2003 (com Teoria da relatividade)
  - Vol. 2: Klassische Mechanik, Vol. 2 (Teilchensysteme, Lagrange-Hamiltonsche Dynamik, nichtlineare Phänomene), Harri Deutsch, 1974, 8.ª edição 2008, inglês, Springer 2003
  - Vol. 2a: com Horst Stock: Hydrodynamik, Harri Deutsch, 1978, 2.ª edição, 1984, 3.ª edição 1987
  - Vol. 3a: com Johann Rafelski: Spezielle Relativitätstheorie, Harri Deutsch 1984, 2.ª edição 1989
  - Vol. 3: Klassische Elektrodynamik, Harri Deutsch, 1975, 3.ª edição 1982, 6.ª edição 2002
  - Vol. 4: Quantenmechanik I – eine Einführung, Harri Deutsch 1975, 6.ª edição 2005, inglês 1989, 3.ª edição, Springer, 1994
  - Vol. 5: com Berndt Mueller: Quantenmechanik II- Symmetrien, Harri Deutsch, 1979, 4.ª edição 2005, inglês, Springer, 1989, 3.ª edição, 2001
  - Vol. 4a: Quantentheorie- spezielle Kapitel, Harri Deutsch 1980, inglês, Springer 2001
  - Vol. 5a: com Berndt Mueller: Eichtheorie der schwachen Wechselwirkung, 1986, Springer “Gauge theory of weak interactions”, Springer, 3.ª edição, 2000
  - Vol. 6: Relativistische Quantenmechanik- Wellengleichungen, Harri Deutsch 1981, inglês 3.ª edição, Springer 2000
  - Vol. 7: com Joachim Reinhardt: Quantenelektrodynamik, Harri Deutsch 1984, 2.ª edição 1995, Quantum Electrodynamics, 4.ª edição, Springer 2009
  - Vol. 7a: Feldquantisierung, Harri Deutsch 1993
  - Vol. 8: com Andreas Schäfer: Quantenchromodynamik, Harri Deutsch 1984
  - Vol. 9: com Horst Stöcker, Ludwig Neise: Thermodynamik und  Statistische Mechanik, Harri Deutsch 1984, 2.ª edição 1993
  - Vol. 11: Kernmodelle, Harri Deutsch 1995
- com Judah Moshe Eisenberg: Nuclear Theory, em 3 volumes, North Holland, 1970, 1972, 2.ª edição 1975, 1976, 3.ª edição do Vol. 1.: 1987 (Vol. 1: Collective and single particle phenomena, Vol. 2: Excitation mechanisms of the nucleus, Vol. 3: Microscopic theory of the nucleus)
- com Berndt Müller, Johann Rafelski: Quantum Electrodynamics of strong fields – with an introduction to modern relativistic quantum mechanics, Springer 1985
- Editor: Heavy elements and related new phenomena, 2 volumes, World Scientific 1999